# Lola T92/10
Lola T92/10 (também conhecida como Lola 981) foi um protótipo de corrida do Group C de carros esportes criado pela Lola Cars, sendo desenvolvido com objetivo de ser um chassi comercial para a WSC. Teve sua participação nas 24 Horas de Le Mans 1992.

## Desenvolvimento
Após anos de sucesso na construção de protótipos Chevrolet na série IMSA GTP, bem como a Nissan na WSC  e na All Japan Sports Prototype Championship, a Lola terminou a temporada 1991 sem apoio de um grande fabricante. Lola , portanto, deixou de desenvolver um carro com a intenção de permitir que os clientes comprassem um pacote completo, ao invés de depender de um grande fabricante de automóveis para ditar design do carro.
O designer Wiet Huidekoper começou a desenhar o T92/10 desde uma folha de papel e acompanhar o desenvolvimento no túnel de vento com modelos em escala ampla, alcançando altos índices de downforce. O carro tinha um pára-brisas muito menor do que os anteriores. Mas uma característica familiar de arquitetura, um elemento de design da série Nissan R89/R90, foram as duas grandes entradas de ar no nariz. Estes se localizavam mais para trás, a fim de melhorar a aerodinâmica e aumentar a refrigeração. Isso fez com que um nariz pequeno desse a Lola T92/10 seu aspecto distinto e elegante. A admissão do motor seria acrescentado ao teto do carro, dado que o T92/10 seria normalmente aspirado.
Os motores adotados foram os Judd. Foi utilizado um motor V10 de estrutura semelhante a de um Fórmula 1, embora apelidado de GV10 na aplicação de carros esportivos, ao invés de receber a mesma nomeclatura dado aos carros de Fórmula 1. 
Um modelo de T92/10 foi revelada ao público pela primeira vez em 1991 na competição 430km of Nürburgring. Um total de três T92/10s foram construídas.